# Guillermo White Saint Girons

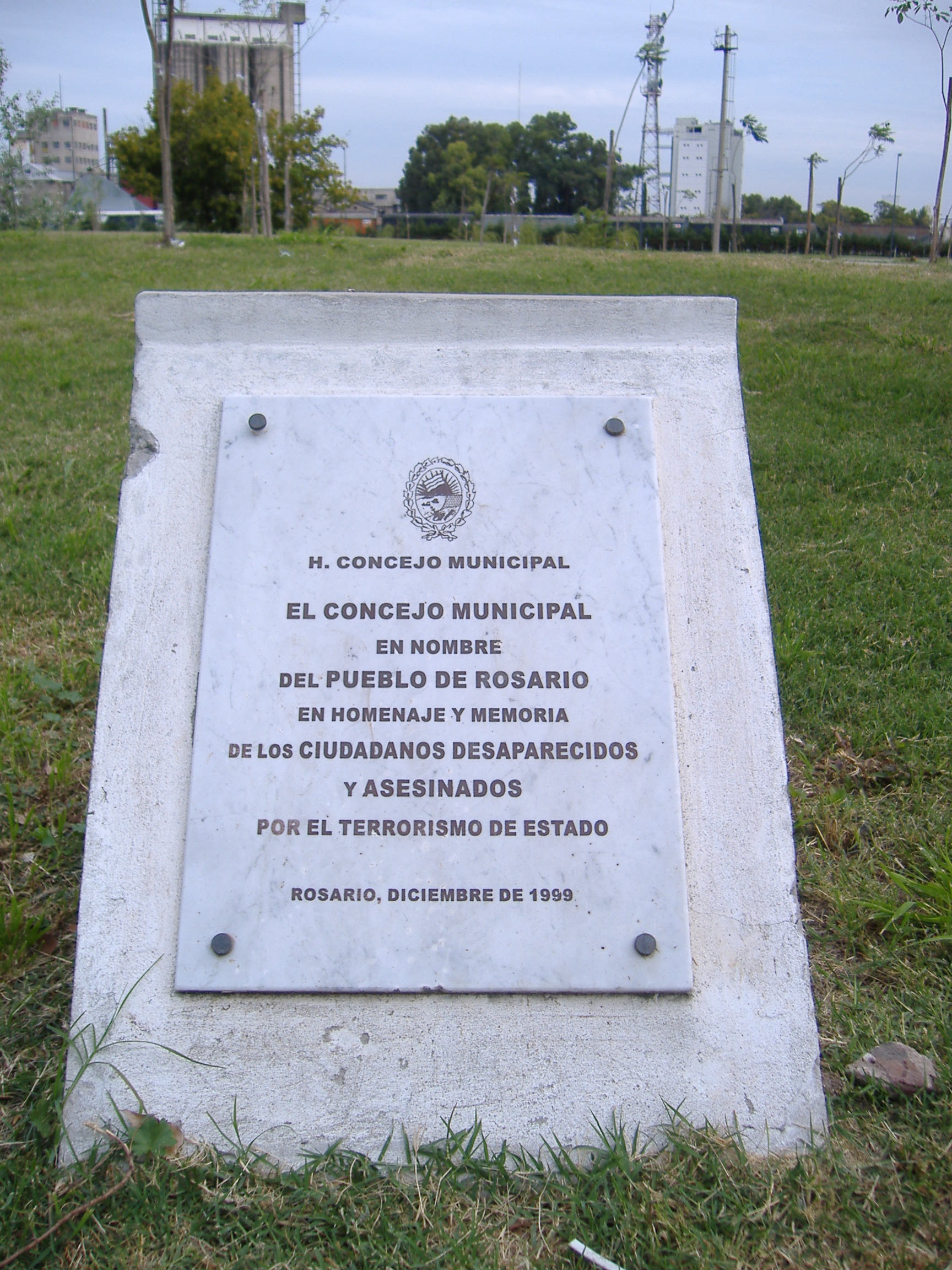
Recordatorio desaparecidos, Rosario

Guillermo White Saint Girons (9 de diciembre de 1952, Rosario, Santa Fe, secuestrado desaparecido, 10 de febrero de 1977, Rosario, Santa Fe) fue un militante comunista argentino víctima de la última dictadura cívico militar de Argentina

## Desaparición
Fue alumno del Colegio La Salle. Jugó al rugby y militaba en Vanguardia Comunista.
Secuestrado en la vía pública en  Santa Fe, estuvo en el centro clandestino de detención La Calamita, en Granadero Baigorria, donde fue torturado. Estaba casado con Emma Stella Maris Buna, quien  sobrevivió al cautiverio al que también fue sometida y que declaró en el Juicio Guerrieri - Amelong. En el centro de detención clandestino, identificó  a varios de sus compañeros de detención y aseguró haber escuchado a su esposo, detenido junto a un primo político, Emilio Feresín, en Santa Fe, que también continúa desaparecido.

## Madre de la plaza 25 de Mayo
Su madre, María Rosa Saint Girons de White (f. Rosario, Santa Fe, 23/03/2001), ante la desaparición de Guillermo, presentó un habeas corpus. Integró la agrupación Madres de la plaza 25 de Mayo.

## Querellante
Su hermana, María Rosa White,  logró ser querellante en la causa que investiga un campo de exterminio del Ejército cercano a Laguna Paiva, con la esperanza de dinamizar la investigación en el Campo San Pedro, donde dos de las ocho víctimas halladas en una fosa común en 2010 aún no han podido ser  identificadas. María Rosa es la única sobreviviente de los White,  por ello reviste  la calidad de víctima por la desaparición de su hermano  soltero, quien no tuvo hijos y cuyos padres fallecieron.

### El noveno juicio de lesa humanidad en Rosario
En 2016 comenzó el juicio Guerrieri III. Entre otros delitos, se investigaron los asesinatos y se buscará conocer la verdad del destino de Guillermo White, Marta María Forestello, Eduardo José Toniolli, Aníbal Mocarbel, Edgar Tulio Valenzuela entre muchos otros. En 2017 se dictó prisión perpetua y cárcel común a todos los implicados en la causa. Nueve de ellos ya habían sido sentenciados en otros juicios.

## Historias de rugbistas desaparecidos
Al menos se conocen 16 jóvenes que integraron planteles de conocidos equipos de rugby de Rosario y que fueron víctimas del terrorismo de Estado. Integrante de un listado negro de  desaparecidos y asesinados de un ambiente que incluía también a represores, delatores e integrantes de la Triple A.
Muchos de esos jugadores fueron raptados, baleados, padecieron cautiverio y tortura. Sólo los restos de algunos encontrados y sepultados.
Entre ellos se pueden mencionar a:
- Alejandro Víctor Stancanelli y a Raúl René De Sanctis que militaban en la Juventud Universitaria Peronista
- Luis Anselmo Bonamín.
- José Antonio Oyarzábal, estudiante de Derecho en la Universidad Nacional de Rosario.[2] Asesinado el 17 de octubre de 1976, junto con Cristina Costanzo, María Cristina Márquez, Analía Murgiondo, Sergio Jalil, Eduardo Felipe Lauss y Daniel Oscar Barjacoba en la llamada Masacre de los Surgentes;[12]
- Roberto de Vicenzo
- Juan Sebastián Hernández Larguía, Jorge Ernesto Araya
- Palmiro Pérez Labrador

En la ciudad de La Plata, veinte jugadores que eran parte del plantel La Plata Rugby Club fueron asesinados o desaparecidos por el terrorismo de Estado.